# Gutsarbeiterhäuser (Althaldensleben)

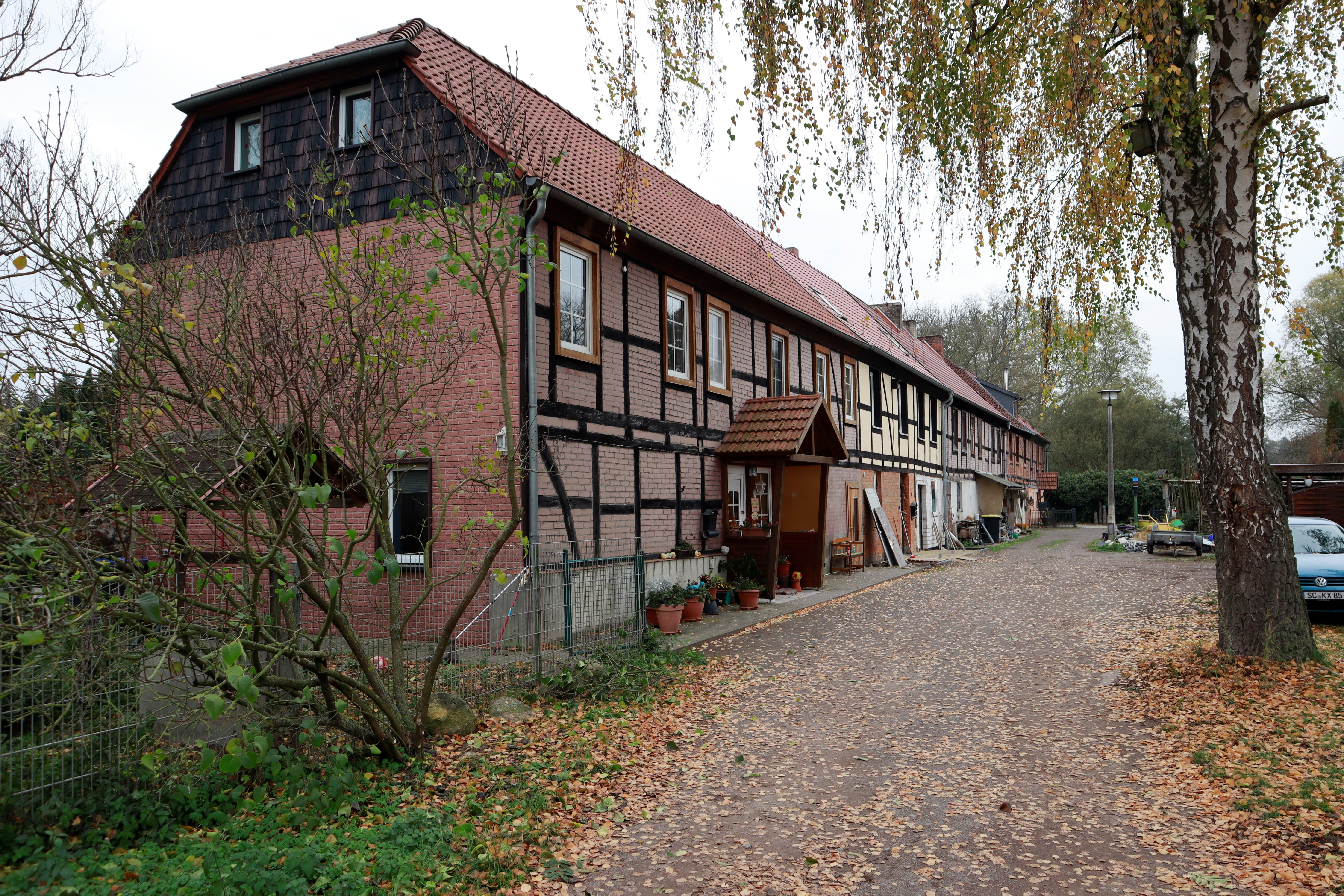
Die Häuserzeile im Herbst 2019

Die Gutsarbeiterhäuser An der Bever 3–7 sind eine denkmalgeschützte Häuserzeile im Ortsteil Althaldensleben der Stadt Haldensleben in Sachsen-Anhalt. Der Gebäudetrakt, der aus fünf aneinandergereihten Häusern (An der Beber 3, 4, 5, 6, 7) besteht, liegt auf der Südseite am Ende der nur rund 150 Meter langen Sackgasse An der Beber, die von der hier in die Hundisburger Straße mündenden Waldstraße abzweigt. An der Rückseite der Häuserzeile fließt parallel zu den Gebäuden die Beber.
Die Wohnhäuser für die Gutsarbeiter des ehemaligen Klosters in Althaldensleben wurden etwa Mitte des 19. Jahrhunderts errichtet. Der langgestreckte Gebäudetrakt schließt den Kloster- bzw. Gutshofbereich (darunter das nur 80 Meter entfernte und giebelseitig An der Beber endende, ebenfalls denkmalgeschützte ehemalige Fabrikgebäude) nach Süden ab und ist Zeugnis der intensiv betriebenen Landwirtschaft in der Zeit nach dem umfangreichen gewerblichen Wirken von Johann Gottlob Nathusius in Althaldensleben.
Die fünf Häuser verfügen zwar über unterschiedliche Kubaturen, bestehen aber aus einer einheitlich wirkenden Ziegel-Fachwerkkonstruktion. Sie sind zweigeschossig, das nach Osten abgewalmte Satteldach läuft durch. Trotz der bescheidenen Ausgestaltung passt sich die Architektur harmonisch ins Landschafts- und Ensemblebild ein.

## Denkmalschutz
Im örtlichen Denkmalverzeichnis ist der Gebäudekomplex unter der Erfassungsnummer 094 84410 als Baudenkmal eingetragen. Die Häuser werden als Zeugnis frühen sozialen Wohnungsbaus in Althaldensleben unter kulturell-künstlerischen sowie städtebaulichen Aspekten als erhaltenswert eingestuft.